# Bicyclus overlaeti
Bicyclus overlaeti är en fjärilsart som beskrevs av Condamin 1965. Bicyclus overlaeti ingår i släktet Bicyclus och familjen praktfjärilar. Inga underarter finns listade i Catalogue of Life.